# Эхиднопсис
Эхиднопсис (лат. Echidnopsis) — род суккулентных растений семейства Кутровые (Apocynaceae) произрастающий на территории стран Восточной Африки и Аравийского полуострова. Входит в трибу Стапеливые (Stapelieae).

## Название
Родовое латинское название Echidnopsis происходит от др.-греч. ἔχιδνα, echidna — «змея, гадюка» и др.-греч. ὄψις, (-ópsis) — «похожий», имея в виду змееподобные стебли.
Русскоязычное название является транслитерацией латинского.

## Описание
Представители рода — маленькие, сочные многолетники, растут в форме матов или рассеянных куртин. Стебли 6-8-гранные, могут быть стелющимися или восходящими, полностью безлистные, с выпуклыми или пирамидальными бугорками на вершине которые со временем засыхают и затвердевают.
Кисти цветков, находящиеся на верхней и средней частях стеблей, обычно состоят из 5-15 цветков.

Количество хромосом: 11.

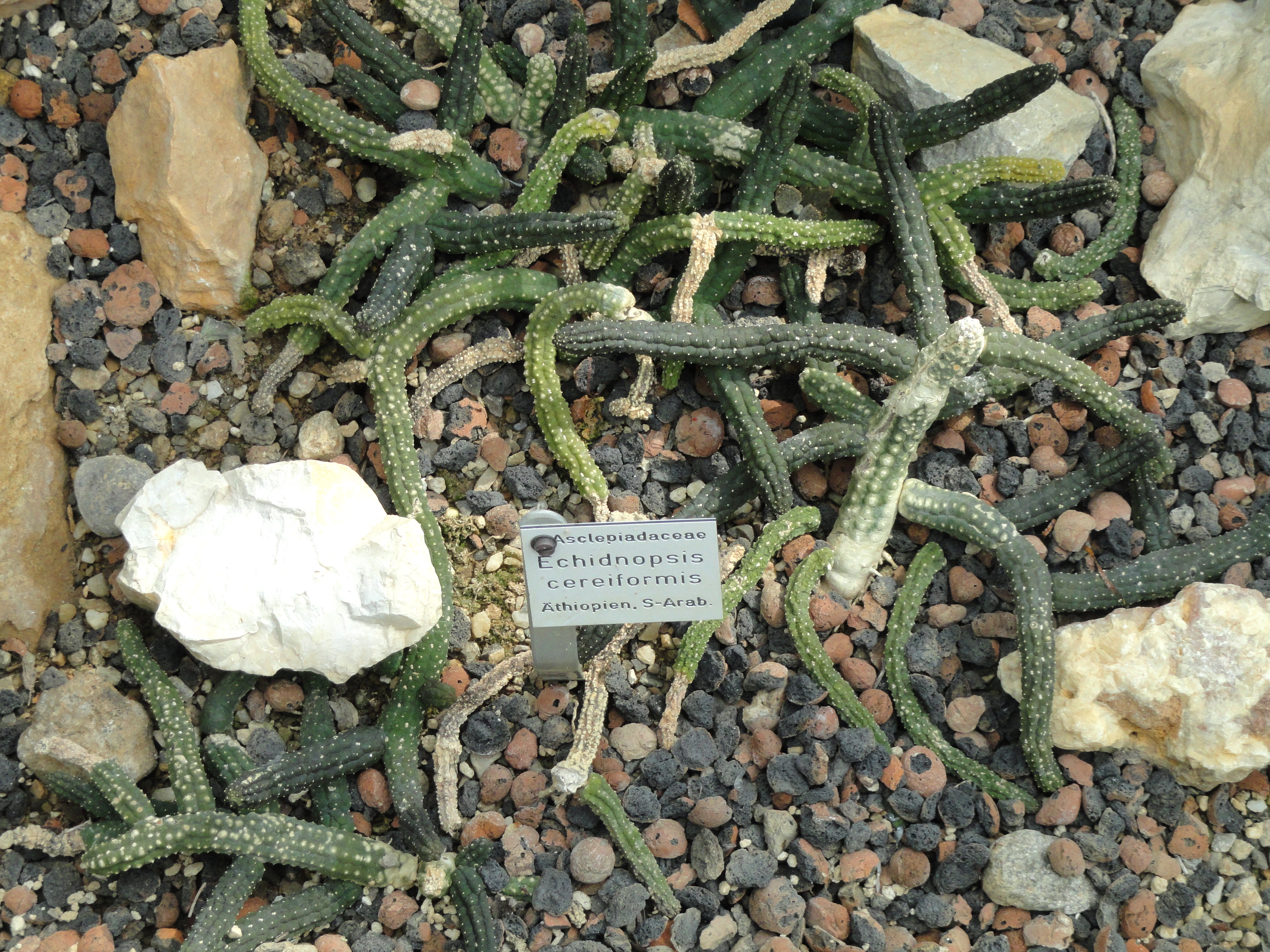
Змееподобные стебли вида Echidnopsis cereiformis
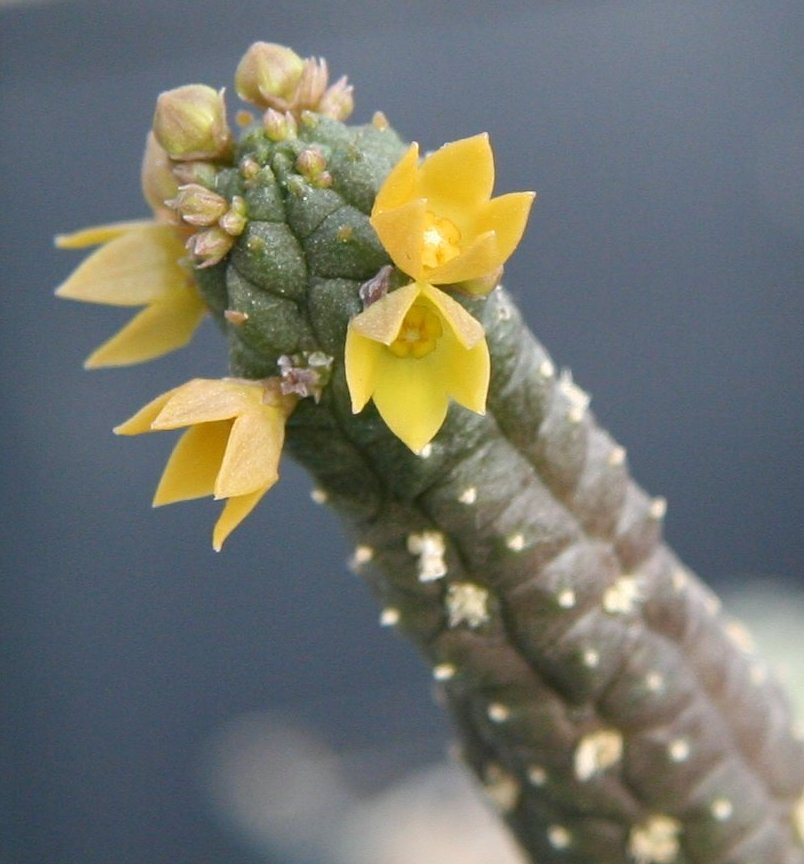
Цветки вида Echidnopsis cereiformis

## Распространение
Произрастает на территории стран Восточной Африки — Джибути, Эритрея, Эфиопия, Кения, Сомали, Судан, Танзания, и Аравийского полуострова — Оман, Йемен.

## Таксономия
Echidnopsis Hook.f., первое упоминание в Bot. Mag. 97: t. 5930 (1871).

### Синонимы
Гетеротипные (основанные на разных номенклатурных типах):
- Pseudopectinaria Lavranos (1971)

### Виды
Подтверждённые виды по данным сайта Plants of the World Online на 2023 год:
- Echidnopsis angustiloba E.A.Bruce & P.R.O.Bally
- Echidnopsis archeri P.R.O.Bally — Эхиднопсис Арчери
- Echidnopsis ballyi (Marn.-Lap.) P.R.O.Bally
- Echidnopsis bavazzanoi Lavranos
- Echidnopsis bentii N.E.Br. ex Hook.f.
- Echidnopsis bihendulensis P.R.O.Bally
- Echidnopsis cereiformis Hook.f. — Эхиднопсис цереусовидный
- Echidnopsis chrysantha Lavranos
- Echidnopsis ciliata P.R.O.Bally — Эхиднопсис реснитчатый
- Echidnopsis dammanniana E.Dammann & Sprenger
- Echidnopsis ericiflora Lavranos
- Echidnopsis globosa Thulin & Hjertson
- Echidnopsis inconspicua Bruyns
- Echidnopsis insularis Lavranos
- Echidnopsis kohaitoensis Plowes
- Echidnopsis leachii Lavranos
- Echidnopsis malum (Lavranos) Bruyns
- Echidnopsis mijerteina Lavranos
- Echidnopsis milleri Lavranos
- Echidnopsis montana (R.A.Dyer & E.A.Bruce) P.R.O.Bally
- Echidnopsis multangula (Forssk.) Chiov.
- Echidnopsis planiflora P.R.O.Bally
- Echidnopsis radians Bleck
- Echidnopsis repens R.A.Dyer & I.Verd.
- Echidnopsis rubrolutea Plowes
- Echidnopsis scutellata (Deflers) A.Berger
- Echidnopsis seibanica Lavranos
- Echidnopsis sharpei A.C.White & B.Sloane
- Echidnopsis socotrana Lavranos
- Echidnopsis squamulata (Decne.) P.R.O.Bally
- Echidnopsis thulinii M.G.Gilbert
- Echidnopsis uraiqatiana Dioli
- Echidnopsis urceolata P.R.O.Bally
- Echidnopsis virchowii K.Schum.
- Echidnopsis watsonii P.R.O.Bally
- Echidnopsis yemenensis Plowes

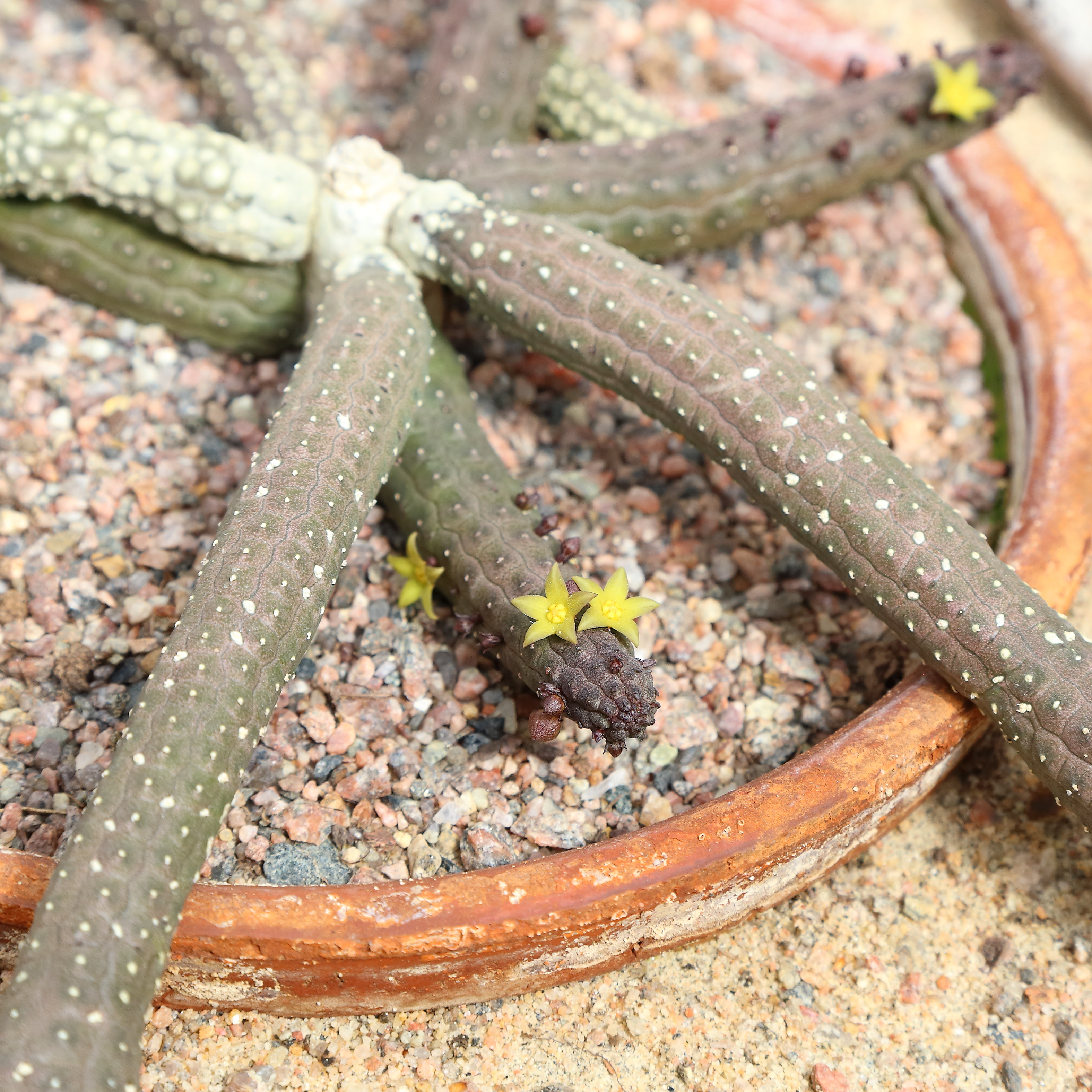
Echidnopsis cereiformis
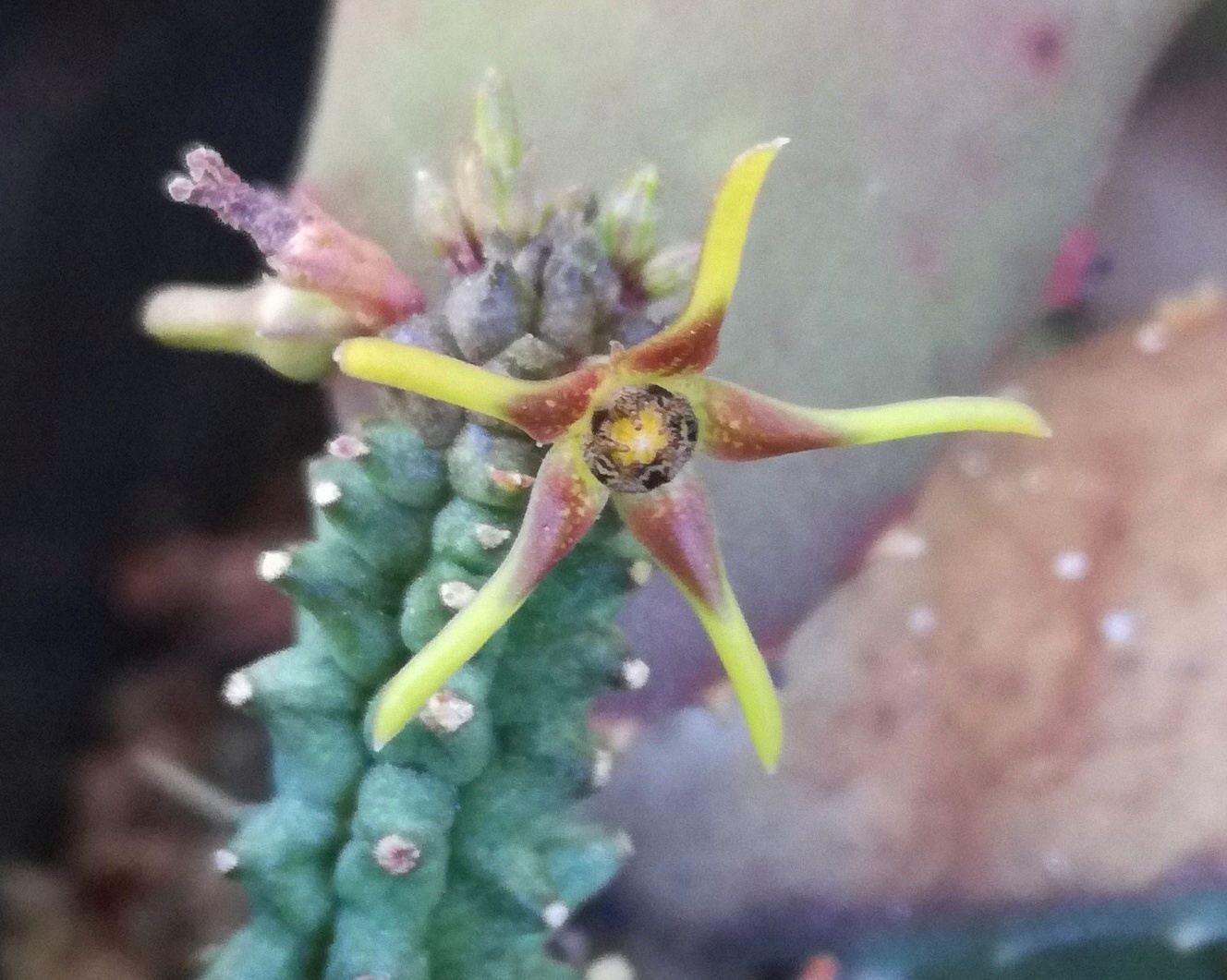
Echidnopsis montana
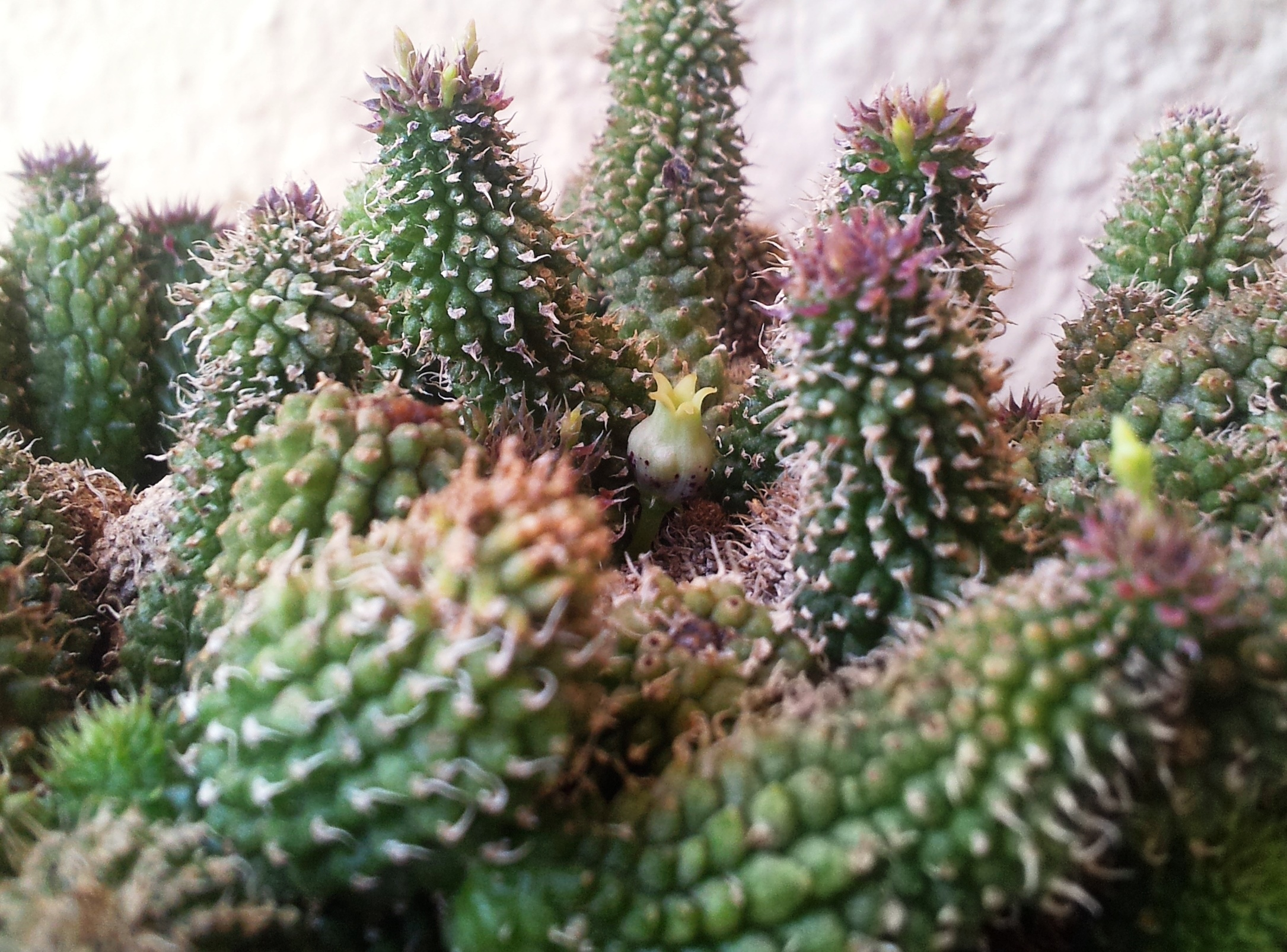
Echidnopsis urceolata